# Marcel Griaule
Marcel Griaule (Franciaország, Aisy-sur-Armançon, 1898. május 16. – Párizs, 1956. február 23.)  francia antropológus.

## Élete

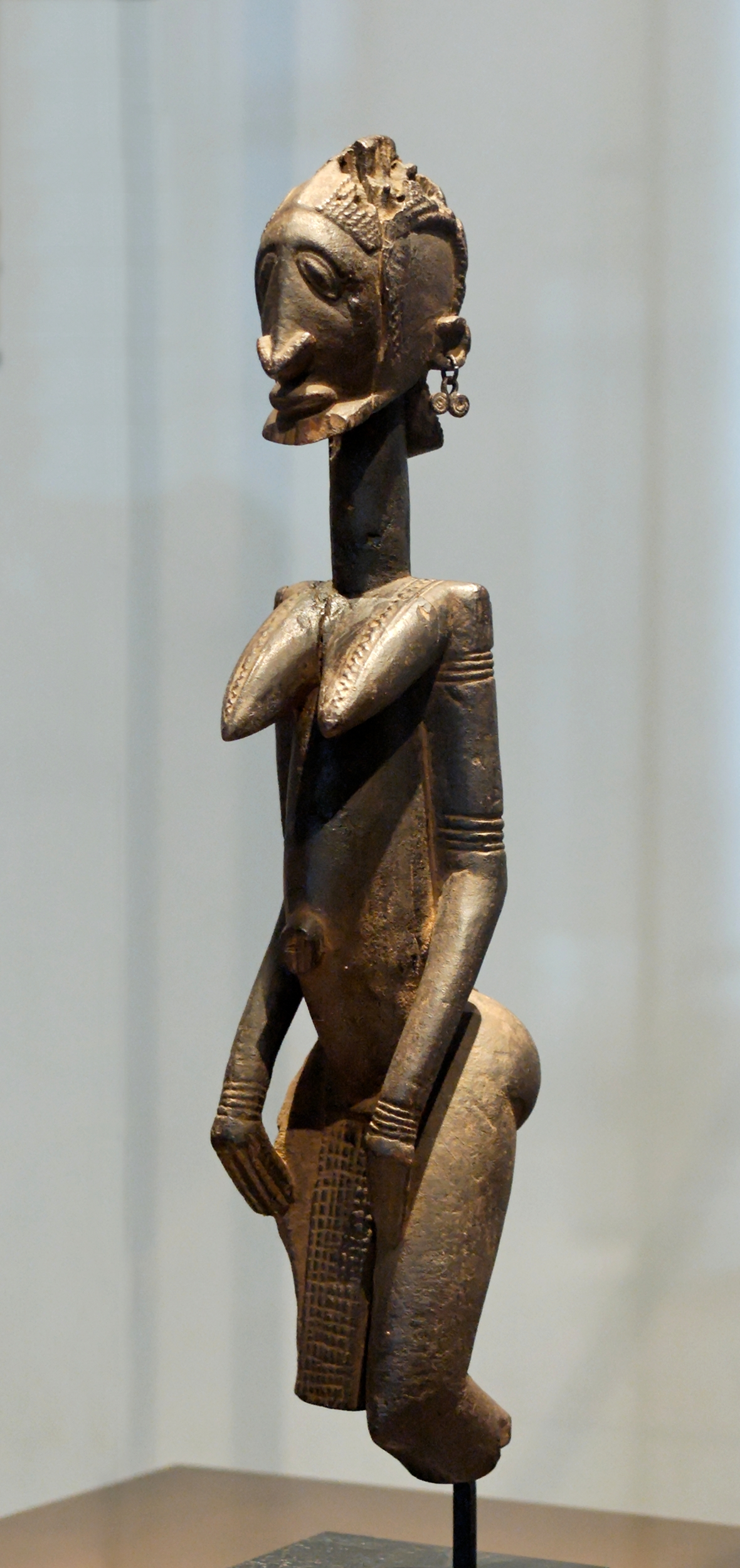
Dogon szobor a Louvre-ból

1898-ban született a franciaországi Aisy-sur-Armançonban. Beiratkozott a rangos Lycée Louis-le-Grande-ba, ahol mérnöknek tanult. 1917-ben, az első világháború vége felé önként pilótának állt a francia légierőhöz.
A háború után 1920-ban visszatért az egyetemre, ahol részt vett Paul Rivet antropológus, Lévy Brühl filozófus és Marcel Mauss szociológus előadásain, akik a francia etológia megalapítói voltak, bár az alapító atyák maguk ritkán merészkedtek abban az időben a tanított néprajzi területre; információikhoz is jobbára utazók, misszionáriusok szolgáltattak adatokat. Marcel Mauss – annak ellenére, hogy ő maga csak módszereket tanított, arra ösztönözte tanítványait, hogy végezzenek néprajzi terepmunkát. E téren éppen tanítványa Marcel Griaule lett a néprajzi terepmunka úttörője. Griaule nagy érdeklődéssel fordult az antropológia felé. Feladta terveit és mérnöki karrierjét. 1927-ben végül az École Nationale de Langues Orientales-en szerzett diplomát.
Az 1920-as évek végén, 1930-as évek elején az Etnológiai Intézettel több fontos, tudományos expedíciót vezetett Afrikába. 1928-ban, Griaule Etiópiába ment, ahol egy évet töltött; nyelvészeti és néprajzi adatokat gyűjtött. 1933 között részt vett két nagyszabású néprajzi expedíción is; Etiópiában és a Dakar Dzsibuti expedícióban Afrikában. Az utóbbi expedícióval a dogonok etnikai csoportot is felkeresték. 1938-ban készítette el doktori disszertációját a dogonoknál végzett kutatásai alapján.
1931–1933 között ő kezdeményezte és vezette a híres Dakar–Dzsibuti missziót, amelynek útja Szenegálon és Etiópián keresztül vezetett. Később 1935-ben Szahara-Szudán, 1936-37-ben Szahara-Kamerun és 1938–39-ben a Niger–Iro-tó volt az expedíciók úti célja. Ezek a küldetések kettős fordulópontot jelentettek a francia történelemben és néprajzban: Griaule ezeken a expedíciókon, megalapozta a francia néprajzot és terepmunkát és megerősítette az afrikanista orientációra támaszkodva az első francia etnológus generációt a szubszaharai Afrikában. A kutatók, akik elkísérték Griaulet a következő expedíciókon már mint híres afrikanisták vettek részt, különösen, Denise Paulme, Germaine Dieterlen, és Jean-Paul Lebeuf. 1930-ban, míg készült a Dakar–Dzsibuti Missio, Marcel Griaule segített megszervezni afrikanista tudósoknak a Société des Africanistes létrehozását.
Ezeken az afrikai kirándulásain Griaule úttörőként használata a légi fényképezést, földmérést, csapatmunkája során, hogy tanulmányozzon más kultúrákat is.
Griaule több volt, mint egy kiváló terület kutató, a francia etnológia kutatásának és tanításának szentelte életét. A második világháború kitörése után Griaule újra a francia légierőhöz került. 1940 végén, amikor a háború és a német megszállás ellehetetlenítette kutatóutakat Afrikába, Griaulet kérte fel a Néprajzi Kutatóintézet, a Párizsi Egyetem tanfolyamainak megszervezésére. 1941-ben ő lett az első elnöke a néprajznak a Sorbonne-on. A tanfolyamok anyagának tartalmát 1957-ben tették közzé Methode de l'Ethnographie címmel.
Párizsban halt meg 1956-ban.

## A Dakar-Dzsibuti Missio időszaka
A Dakar-Dzsibuti Missio alatt kiterjedt néprajzi gyűjtést végzett: tárgyakat és néprajzi adatokat gyűjtött a különböző társadalmakról e hatalmas földrajzi régióban a múzeumoknak és összehasonlító kutatások céljából. Griaule az első expedícióról több mint 3000 tárggyal tért vissza, amelyek a Musée d'Ethnographie du Trocadéroba kerültek 6000 fénykép, 1600 méter film, és 1500 kéziratos jegyzet kíséretében. Az első expedíció kezdetétől fontosnak tartotta az egyes afrikai társadalmak intenzív tanulmányozását. Úgy döntött, hogy Maliban a dogonokra összpontosít, majd francia Szudánra.
A későbbi expedíciók 1935-ben kezdődtek, és 25 évet íveltek át; Marcel Griaule és munkatársai rendszeresen  tartózkodtak a Dogon területen, ahol rendkívüli kutatási programot folytattak, mind mélységére, mint időtartamára vonatkoztatva. Marcel Griaule kitartásának köszönhetően a Dogon társadalom Afrika egyik legismertebb tanult társadalmává vált.
Griaule 1931-ig koncentrált a dogon kutatásra, amely egy sor változatos kutatási témából állt. Módszerei közé tartozott a mindent látás, hallás törekvése: megjegyezni, feljegyezni, lefényképezni és filmezni mindent amit lát és hall erről a társadalomról. Kutatásai köre kiterjedt az anyagi kultúra, a vallási jelenségek, mítoszok, jóslás, és a gyermekek játékaira is. A kutatás első fázisaként megírta doktori disszertációját 1938-ban, valamint kiadott két figyelemre méltó könyvet, megalapozott okirati bizonyítékokkal: Jeux dogons és Masques dogons címen. A későbbi, másodközlése több alkalommal tartalmaz corpus mítoszokat, részletes leírást a temetési szertartásokról, a Dogon maszkokról, és bonyolult elemzését is a mítoszoknak, rítusoknak, táncoknak és a maszkfestésnek a dogon társadalomban. Griaule készített a dogonokról egy tanulmányt is az áldozati folyamatok és elképzelésekről, mely egy cikksorozatban 1940-ben jelent meg.
Griaule karrierjében a fordulópont 1946-ban kezdődött, amikor találkozott egy régi Dogon vadásszal: Ogotemmêli-vel, aki feltárt neki egy rendkívül összetett kozmogóniát. Ezeket a beszélgetéseket 1948-ban  Dieu d'eau tette közzé, és később , 1965-ben lefordították angol nyelvre is (Beszélgetések Ogotemmêlivel). Dieu d'eau közlésében Griaule egy új stílusú Néprajzi leírás volt olvasható, és hozzáférhető a nagyközönség felé. Griaule szándéka az volt, hogy feltárja a szélesebb közönségnek a Dogon mitológia és a vallás  gazdagságát és összetettségét.
Ogotemmêli kinyilatkoztatásai után, Griaule megpróbált mélyebben behatolni a Dogon társadalomba, a kutatásában a mitológiára és a szimbolizmusra összpontosítva. Sajnos, 1956-ban bekövetkezett korai halála nem tette lehetővé ezt, jelentős mennyiségű befejezetlen munkája maradt hátra. Munkatársa, Germaine Dieterlen folytatta munkáját a dogon mitológiáról és annak közzétételét: az első kötet a Dogon kozmogónia Renard Pale (Griaule és Dieterlen, 1965).
Marcel Griaule kettős örökséget hagyott hátra; a dogonokról a kutatás több etnológus generáción át folytatódott, különösen Geneviève Calame-Griaule, Germaine Dieterlen és Jean Rouch által. Elméletileg Griaule munkája Franciaországban a származás, az erős hagyomány, a vallási antropológia volt, különösen a afrikanista tudósok között. Ezt a tartós és termékeny kutatási területet fenntartották a kortárs tanulmányok rendszerek a gondolat és a szimbolikus ábrázolás (a fogalmak újrafogalmazása, fetisizmus, áldozat és totemizmus, valamint elemzi a jóslást és a temetési szertartásokat is). Ezekben a témában, Griaule volt az úttörője, a hatvanas-hetvenes évek új antropológusok generációjának. E hagyomány intézményi és történelmi örököseihez csatlakozott az École des Hautes Etudes pratique, a CNRS laboratórium 221 (Systèmes de pensée en Afrique Noire) és a Société des Africanistes is.
Griaule munkájának történeti és elméleti jelentőségét rengeteg kritikus elemzés kísérte; különösen a híres Dakar-Dzsibuti missziót több cikk és vélemény is vizsgálta; 1933-ban a Minotaure szentelt egy speciális kiadást a Dakar-Dzsibuti Missionak. A következő évben egy útinaplót írt az expedícióról a L'Afrique fantôme-be Michel Leiris (1934) író, etnológus és titkár-levéltáros. Ötven évvel később, Cahiers ethnologiques közzététele jelent meg az expedícióról Dakar-Dzsibuti expedíció küldetése és ethnográfiája: 1931–1933 (1984) címmel. E kiadvány, valamint az egyéb cikkek megjelentek Franciaországban és Svájcban is, Jean Jamin (1982, 1987, 1996) rekonstruálja  az expedíció történeti és tudományos összefüggéseit, megvilágítva megjelenését a francia néprajzban.  

## Főbb munkái
- Marcel Griaule: Modern Etiópia. Lippincott, 1935 (a történet egy expedíció Abesszínia belsejébe a korai 1930-as években, amikor Abyssinia megpróbálta leküzdeni Mussolinit. A könyv elnyerte az 1934 Prix Gringoire-t.)
- Marcel Griaule: abesszin Journey. 1935
- Marcel Griaule: Masques dogons, Institut d'Ethnologie, 1938
- Marcel Griaule: Jeux dogons, Institut d'Ethnologie, 1938
- Marcel Griaule: Fekete-afrikai népművészet , 1950
- Marcel Griaule: Beszélgetések Ogotemmeli: Bevezetés a Dogon vallási eszmékbe. 1965. (Sok különlenyomat) ISBN 0-19-519821-2 eredetileg megjelent 1948-ban Dieu d'Eau
- Marcel Griaule és Germaine Dieterlen: The Pale Fox, Institut d'Ethnologie, 1965